# 维耶勒迈松
维耶勒迈松（法語：Viels-Maisons，法語發音：[vjɛl mɛzɔ̃]）是法国上法蘭西大區埃纳省的一个市镇，属于蒂耶里堡区。

## 地理
维耶勒迈松（48°53'48"N, 3°23'50"E）面积21.44 平方千米，位于法国上法蘭西大區埃纳省，该省份为法国北部内陆省份，北起北部省，西接索姆省和瓦兹省，东临阿登省和马恩省，西南至塞纳-马恩省，东北部与比利时接壤。
与维耶勒迈松接壤的市镇（或旧市镇、城区）包括：拉沙佩勒叙谢济、莱皮讷欧布瓦、蒙福孔、诺让拉托、罗祖瓦-贝勒瓦勒、旺迪耶尔、韦尔德洛。

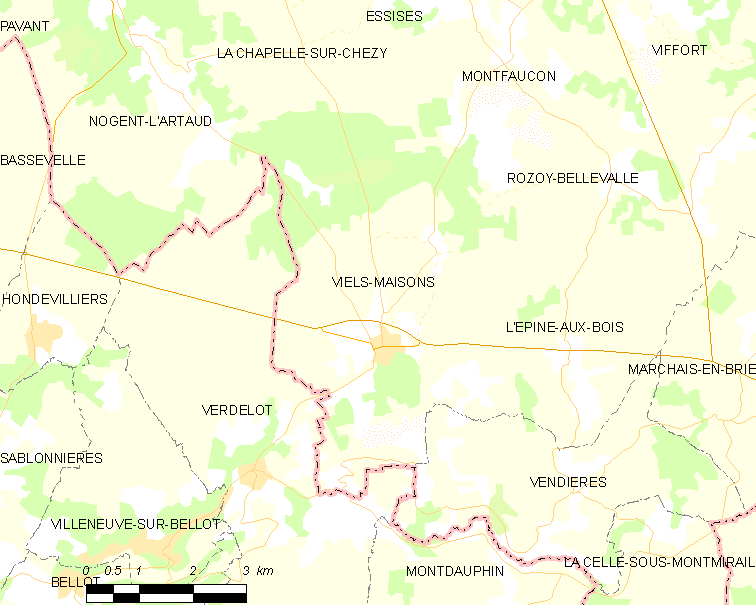
维耶勒迈松的OSM定位图

维耶勒迈松的时区为UTC+01:00、UTC+02:00（夏令时）。

## 行政
维耶勒迈松的邮政编码为02540，INSEE市镇编码为02798。

## 政治
维耶勒迈松所属的省级选区为马恩河畔埃索姆县。

## 人口

1962-2008年间维耶勒迈松人口变化图示

维耶勒迈松于2022年1月1日时的人口数量为1199人。